# Piper echinovarium
Piper echinovarium är en pepparväxtart som beskrevs av Truman George Yuncker. Piper echinovarium ingår i släktet Piper och familjen pepparväxter. Inga underarter finns listade i Catalogue of Life.